# 朱祁銑
泾阳安靖王朱祁铣（1433年—1488年），明朝郑靖王朱瞻埈庶子，明仁宗之孙。母夫人張氏。
宣德八年（1433年）出生，正统八年三月甲子（1443年4月7日），获封为泾阳王，
朱祁铣個性暴厲，曾因谗言教唆长兄朱祁鍈杀死平民被召京城戒谕，弘治元年（1488年）十一月十八日薨，年五十六，谥安靖，王陵位于今沁阳市西万镇校尉营村东北。三年后第三子朱见溢即位。